# Anonyx minimus
Anonyx minimus är en kräftdjursart som beskrevs av Gurjanova 1962. Anonyx minimus ingår i släktet Anonyx och familjen Uristidae. Inga underarter finns listade i Catalogue of Life.